# میانجیگری‌های بین‌المللی در جنگ ایران و عراق
سازمان ملل متحد ۸ قطعنامه صادر کرد که عراق با همه آنها موافقت کرد ولی ایران فقط به آخرین قطعنامه پاسخ مثبت داد  که آنهم یکسال پس از انتشار آن، سازمان کنفرانس اسلامی ۱۰ پیشنهاد ارائه داد که مورد پذیرش ایران قرار نگرفتند. جنبش عدم تعهد دو بار .گروه هفت (هفت کشور صنعتی جهان) در دو قطعنامه و شورای همکاری خلیج فارس در دو قطعنامه (در مواقعی که امنیت دریانوردی و امنیت تردد نفت در منطقه به خطر افتاد) به لزوم رسیدن به صلح تأکید می‌کردند.
مسئولان ایران بلافاصله جنگ را به یک دوگانه جنگ بین حق و باطل تبدیل کردند و مانند صفویه با افزودن شعائر شیعی  به این جنگ خواص یک جنگ مذهبی را دادند. سازمان ملل از شش روز پس از شروع جنگ (۶ مهرماه) قطعنامه‌هایی صادر می‌کرد، سازمان همکاری اسلامی و جنبش عدم تعهد و افراد و سازمان‌های دیگر پیشنهادهای صلح ارائه می‌دادند که همگی توسط عراق پذیرفته می‌شدند ولی مسئولان ایران اعلام می‌کردند که بدون برکناری و مجازات صدام حسین و تأسیس یک حکومت اسلامی در عراق آتش‌بس ممکن نیست. سرانجام یکسال پس از صدور آخرین قطعنامه سازمان ملل در اثر پایان یافتن منابع خود مجبور شدند آن را بپذیرند و تداوم حکومت صدام حسین و تعیین متجاوز پسا آتش‌بس را نیز قبول کردند.
موضع رسمی ایران آن بود که ارتش عراق پیش از برقراری آتش‌بس می‌بایست از خاک ایران عقب‌نشینی کند. این شرط هرچند به لحاظ اصولی قابل دفاع بود، اما به نظر برخی ناظران عملی به نظر نمی‌رسید… چنین شرطی هیچ‌گاه محقق نشد و حتی هشت سال بعد نیز که ایران پایان جنگ را پذیرفت، ابتدا آتش‌بس برقرار شد و بعد نیروها به مرزهای بین‌المللی بازگشتند.

## گفته‌های مسئولان ایران
روح‌الله خمینی ،در ساعت ۷ بعداز ظهر ۳۱ شهریور ۱۳۵۹ در پیام خود به‌مناسبت آغاز سال تحصیلی ۵۹–۶۰ گفت:
این آلت دست آمریکا به ایران تجاوز کرده‌است… یک حرفی که با ارتش عراق دارم اینست که ارتش عراق با چه کسی می‌خواهد جنگ بکند؟ طرفدار کیست و مخالف کی؟ طرفدار صدام است که اشتراکی و کافر است برضد کی برضد اسلام؟
محمد علی رجایی نخست‌وزیر در ۳۱ شهریور ۱۳۵۹ بلافاصله پس از حمله عراق به ایران گفت: ما به ملت مسلمان ایران اطمینان می‌دهیم که مرگ رژیم حاکم بر عراق فرارسیده است و این خداست که بدین وسیله می‌خواهد ملت ما را با ملت عراق در افتخار سرنگونی صدام و رژیم نفرینی اش سهیم گرداند.
بنی صدر رئیس‌جمهور وقت در ۵ مهرماه ۱۳۵۹ (یک روز قبل از مذاکره با سران کشورهای اسلامی) در مصاحبه خود گفت: ما گفته‌ایم که برای میانجیگری و آشتی ما آمادگی نداریم برای اینکه بین حق و باطل آشتی معنی ندارد.
بنی صدر رئیس‌جمهور وقت در ۶ مهرماه ۱۳۵۹ در مذاکره با سران کشورهای اسلامی یاسرعرفات حبیب شطی و ضیاءالحق گفت: دنیای اسلام باید به متجاوز بفهماند که در تعارض بین حق و باطل بیطرف نیست و از حق جانبداری می‌کند باید به حکومت متجاوز عراق از جانب همه کشورهای اسلامی یادآور شد که حمله به ایران حمله به اسلام و امت اسلامی است.
هاشمی رفسنجانی رئیس مجلس در مصاحبه مطبوعاتی هفتگی خود در ۷ مهرماه ۱۳۵۹ در مورد مذاکرات با سران کشورهای اسلامی گفت: ما با یاسر عرفات در مورد اصل جنگ مذاکرات زیادی داشتیم و در آن جلسه دو طرف متفق بودیم که این جنگ را آمریکا شروع کرده و عراق آلت دست شده نقطه نظر ما این بود که سرنوشت جنگ با پیروزی ما تعیین شود زیرا برای ما کافی نیست که بگوییم شکست نخورده‌ایم زیرا باید نشان بدهیم که انقلاب خیلی قوی است و رسالت انقلاب اینست که این جنگ را ببرد و فکر انقلاب را برای توسعه باز کند.
روح‌الله خمینی در ۱۲ آبان ۱۳۵۹ گفت: «با تمام قدرت، بیست سال هم این جنگ طول بکشد، ما ایستاده‌ایم.»
حسینعلی منتظری در نماز جمعه قم ۱۴ فروردین ۱۳۶۰: مادامی که ارتش صدام در خاک ماست مذاکره محال است.
هاشمی رفسنجانی رئیس مجلس در مصاحبه ای در ۱۰ فروردین ۱۳۶۰ پس از دیدار با هیئت کنفرانس اسلامی گفت: ما سه چیز می‌خواستیم که در پیشنهاد هیئت نیست: اول بررسی تجاوز و محاکمه متجاوز در دادگاه بین‌المللی اسلامی دیگری خروج نیروهای عراقی قبل از آتش‌بس یعنی نه اینکه اول آتش‌بس یا مذاکره بعد خروج تا سرباز خارجی در خاکمان هست مذاکره ای نخواهیم کرد. سوم اینکه مدار بحث باید قرارداد الجزایر باشد
روح‌الله خمینی در خرداد ۱۳۶۰ به‌طور خصوصی به بنی صدر گفته بود که شخصاً موافق صلح است ولی صلح مخالفان زیادی دارد.
محمد علی رجایی گفته بود: «ما میانجیگری را نخواهیم پذیرفت. این جنگ، جنگ با کشور نیست؛ جنگ عقیده با عقیده است. ما به هیچ وجه بحث سیاسی و مذاکره و حسن نیت را به معنای کسی که بخواهد ما را تشویق به مذاکره کند، نمی‌پذیریم.» «تنها شهادت است که ما را از صحنه نبرد خارج خواهد کرد. به همین جهت است که ما به هیچ وجه بحث میانجی و مذاکره و حتی حسن نیتی که بخواهد ما را تشویق به مذاکره کند نمی‌پذیریم.»
اکبر هاشمی رفسنجانی در اسفند ۱۳۶۰ در مصاحبه با هفته نامه موقف عربی گفت: «ما نمی‌خواهیم در سایه رژیم فعلی عراق، به هیچ توافقی با بغداد برسیم… و این سری نیست که آن را فاش کنم که صدام حسین توسط میانجی‌ها موافقت کرد طبق مواد و شرایط قرارداد الجزایر و بدون قید و شرط، عقب‌نشینی کند… ولی ما این پیشنهاد را رد کردیم و با هرگونه توافقی مخالفت خواهیم کرد.» … «مادامی که رژیم فعلی عراق، طرف دوم توافق باشد. .. این توافق باید با ملت عراق و پس از پیروزی امضا گردد. ما حاضر نیستیم دست از حمایت از سازمان‌های مخالف رژیم عراق برداریم.» او دربارهٔ پیشنهاد عربستان برای پرداخت خسارت به ایران تاکیدکرد: «این پیشنهاد و پیشنهادهای مخالف را قبول نمی‌کنیم، مسئله ضرر و منفعت نیست، مسئله، مسئله حق و باطل است.»

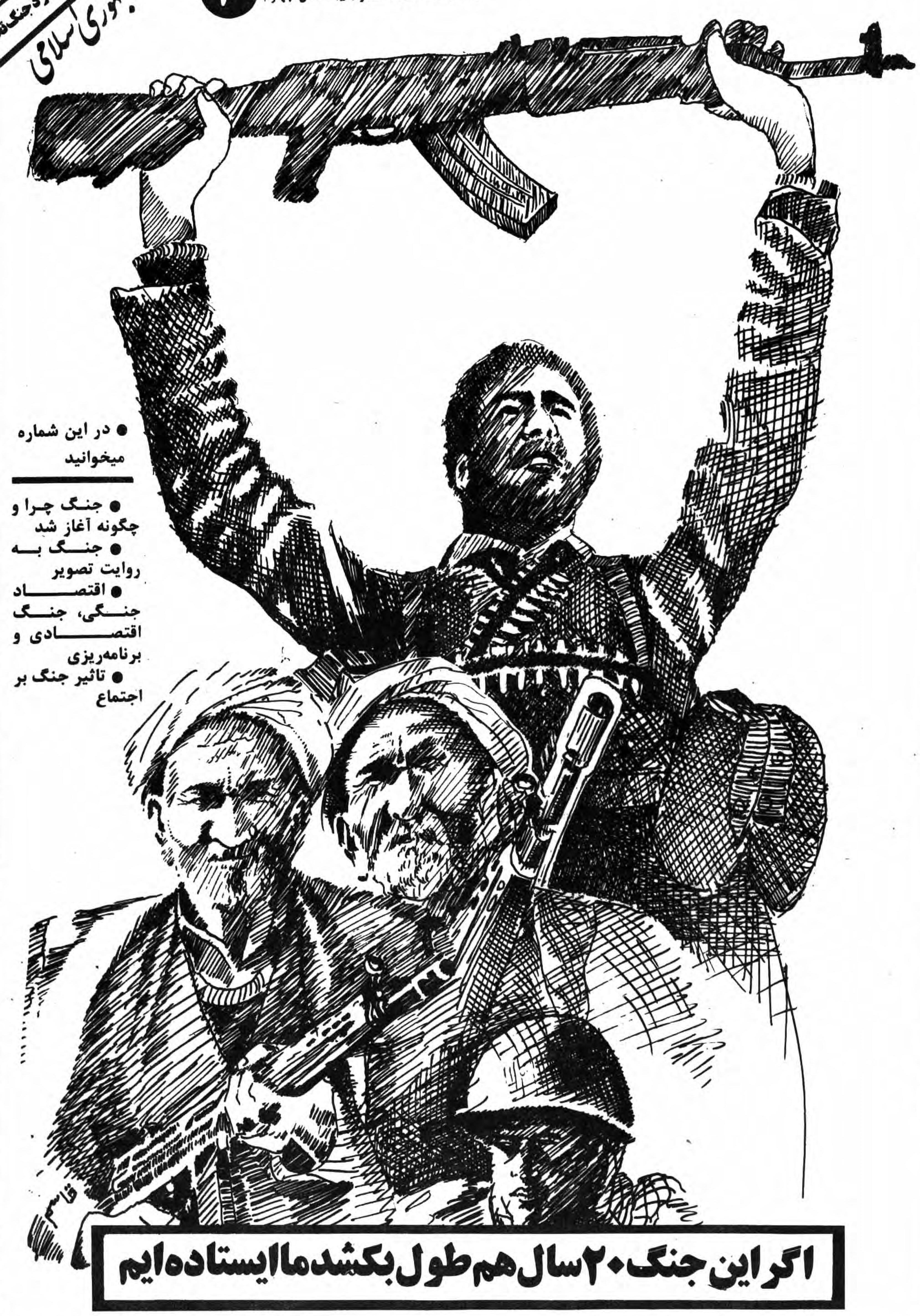
روزنامه جمهوری اسلامی ایران ۲۷ شهریور ۱۳۶۱ ویژه نامه جنگ

سید علی خامنه ای در خطبه‌های نمازجمعه ۲۹ تیرماه ۱۳۶۳ گفت: «از هر تلاشی برای صلح عادلانه استقبال می‌کنیم ولی… ما در جنگ از صدام نخواهیم گذشت. اگر خیال می‌کنند با گذشت زمان و فشارهای تبلیغاتی خواهند توانست ما را از جرائم سنگین که این رژیم مرتکب شده به غفلت بکشانند خیال خامی است»
هاشمی رفسنجانی در خطبه‌های نماز جمعه ۵ مرداد ۱۳۶۳ گفت: «آنهایی که اعتقاد دارند صدام متجاوز است یک دادگاه صالح تشکیل دهند و حکم را صادر کنند. و گرنه ما طور دیگر عمل می‌کنیم.»

## بهره‌برداری عراق از موضع ایران
ایران بر اینکه عراق متجاوز است و میانجیگری معنایی ندارد تأکید می‌کرد عقب‌نشینی سریع و مجازات تجاوزگر (برکناری و مجازات صدام) را تنها راه خاتمه جنگ می‌دانست. ادامه این موضع‌گیری ایران و نیز ورود ایران به خاک عراق در تابستان ۱۳۶۱ باعث شد عراق و کشورهای حوزه خلیج فارس در تبلیغات خود ایران را به‌عنوان کشور جنگ طلب متجاوز و غیرقابل توقف معرفی کنند که باید از هر روشی برای توقف آن استفاده کرد. بدین ترتیب عراق حمله به سکوهای نفتی (در بهمن ۱۳۶۱) و کشتی‌های نفتکش را به‌عنوان عاملی برای توقف صادرات نفت ایران و فشار اقتصادی برای پذیرفتن قطعنامه‌های سازمان ملل توجیه می‌کرد. فصل مشترک همه قطعنامه‌های شورای امنیت تا پیش از قطعنامه ۵۹۸ این بود که در هیچ‌یک از آن‌ها به سه عنصر «آغازگر جنگ»، «کشور متجاوز» و «چگونگی تنبیه متجاوز» اشاره‌ای نشده بود (مطلبی که مورد درخواست ایران بود). عراق همه قطعنامه‌های سازمان ملل را پذیرفت یا آمادگی خود را برای پذیرش آن اعلام کرد ولی ایران تنها قطعنامه ۵۹۸ را آنهم پس از یک سال از صدور آن پذیرفت.

## لیست میانجیگریها

### درخواست دبیرکل سازمان ملل متحد برای حل اختلافات
در ۲۳ سپتامبر ۱۹۸۰ یا اول مهر ۱۳۵۹، کورت والدهایم دبیرکل سازمان ملل متحد از طرفین خواست که تلاش خود را برای حل اختلافات به کار بگیرند. نخستین بیانیه شورای امنیت در زمینه این جنگ، از دو طرف خواسته بود که از هرگونه اقدام نظامی خودداری کنند. عراق با آن موافقت کرد ولی ایران آن را رد کرد.

### قطعنامه ۴۷۹ شورای امنیت سازمان ملل متحد در مهرماه ۱۳۵۹
قطعنامه ۴۷۹ شورای امنیت در۲۸ سپتامبر ۱۹۸۰–۶ مهرماه ۱۳۵۹ صادر شد. با ذکر عبارت «وضعیت میان ایران و عراق» از دو کشور خواسته شد که از توسل به زور خودداری کنند. عراق بلافاصله این قطعنامه را پذیرفت ولی ایران اعلام کرد تا پیش از خروج نیروهای عراق از خاک ایران، این قطعنامه را نمی‌پذیرد. عصمت کتانی، معاون سابق دبیرکل سازمان ملل در امور هماهنگی سازمانهای تخصصی، که در این زمان، نماینده عراق در سازمان ملل بود، در جلسه شورای امنیت در ۲۶ ماه سپتامبر شرکت و از پایبندی عراق به اصول عدم مداخله در امور داخلی کشورها و احترام به حاکمیت ملی و حفظ صلح و امنیت بین‌المللی سخن گفت .. وی تأکید کرد: «به هیچ وجه، قصد ادامه جنگ را ندارد… به شرط آنکه ایران نیز این اصول را تأیید و به آنها عمل کند». وی از شورای امنیت خواست تا در صورت تمایل به صدور قطع‌نامه ای دربارهٔ جنگ ایران و عراق، به وزیر خارجه عراق فرصت دهد برای بیان نظرهای دولت متبوع خود به نیویورک سفر کند. دو روز بعد، وی در جلسه‏ ۲۸ سپتامبر شورای امنیت حضور یافت که در آن، قطع‌نامه ۴۷۹ به تصویب رسید. صدام حسین در نامه به دبیرکل، ضمن اعلام پذیرش قطع‌نامه، آمادگی خود را برای پیروی از آن به شرط پذیرش طرف ایرانی، ابراز کرد و: «موضع ما دقیقاً، بر اساس روح قطع‌نامه‏ ۴۷۹... است». سعدون حمادی، وزیر خارجه عراق، در سخنرانی خود در مجمع عمومی سازمان ملل در ۳ اکتبر سال ۱۹۸۰ (۱۱ مهر ماه سال ۱۳۵۹) با اشاره به موافقت عراق با قطع‌نامه‏ ۴۷۹ و مخالفت ایران با آن، بنابر اصل تکرار در اعلام مواضع در مجامع بین‌المللی، جمهوری اسلامی را به توسعه طلبی و نقض مقررات بین‌المللی متهم کرد. همچنین، با بیان تاریخچه ای از آنچه تمایلات توسعه طلبانه ایران در زمان شاه و پس از پیروزی انقلاب خواند، ۴ سپتامبر سال ۱۹۸۰ (۱۳ شهریور ماه سال ۱۳۵۹) را روز آغاز جنگ اعلام کرد و افزود، نیروهای عراق در اجرای حق دفاع از خود ناگزیر شدند به اشغال زین القدس (ارتفاعات میمک)(بر پایه قرارداد ۱۹۷۵ بین ایران و عراق قرار بود بخشی از منطقه میمک و ارتفاعات آن به همراه زین‌الکش و سیف ابوعبیده به دولت عراق واگذار شود که بدلایلی انجام نشد.). از طرف ایران پایان دهند و سرزمین اشغال شدهٔ عراق را دوباره تصرف کنند. وی در قسمت دیگری از سخنان خود، با ادعای نقض توافق‌نامه الجزایر در حرف و عمل از سوی ایران، اقدام نظامی عراق علیه ایران را دفاع پیش‌گیرانه خواند.

### پشنهاد خانم گاندی به هر دو طرف در۱۰ مهر ۱۳۵۹
بنوشته روزنامه هندی ساندی استاندارد در ۵ اکتبر ۱۹۸۰. ایندیرا گاندی ده روز پس از آغاز جنگ دو نامه مشابه به صدام حسین و بنی صدر فرستاد و از آنها تقاضا کرد جنگ بیهوده را رها کنند. این درحالیست که در روز سیزدهم درگیری ایران پیشنهاد آتش‌بس عراق را رد کرده و روح‌الله خمینی کشورهای عرب طرفدار عراق را به تلافی تهدید کرده‌است.

### میانجیگری دبیرکل سازمان ملل در دیماه ۱۳۵۹
دبیرکل سازمان ملل اولاف پالمه در سفر به ایران اصولی را به عنوان مبنایی برای صلح مطرح کرد، اما حاضر نشد در مذاکراتش دولت عراق را به دلیل تجاوز به ایران محکوم کند. البته او گفت: «صدام گیر افتاده و برای بیرون رفتن از دام، باید یک بهانه‌ای داشته باشد.»
سازمان ملل به دنبال آتش‌بس و سپس مذاکره بین طرفین بود، در حالی که ایران به دنبال خروج نیروهای متجاوز و سپس برقراری آتش‌بس بود و به همین دلیل تلاش‌های نماینده سازمان ملل به جایی نرسید.

### پیشنهاد دبیرکل سازمان ملل به هر دو طرف در ۲۵ می ۱۹۸۲ یا ۴ خرداد ۱۳۶۱
روز پس از آزادی خرمشهر در ۴ خرداد ۱۳۶۱–۲۵ می ۱۹۸۲، دبیرکل سازمان ملل متحد (دکوئیار) نامه‌هایی به دو طرف فرستاد و پیشنهاد داد پس از کسب مجوز از شورای امنیت برای یافتن راه‌هایی برای توقف درگیری بین دو طرف، برای پایان دادن به جنگ میانجیگری کنند. عراق موافقت کرد و ایران نپذیرفت.

### قطعنامه ۵۱۴ شورای امنیت سازمان ملل در تیرماه ۱۳۶۱
قطعنامه ۵۱۴ در ۲۱ تیرماه ۱۳۶۱ (۵۰ روز پس از آزادی خرمشهر) و برگشت عراق به مرزهای بین‌المللی صادر شد. این نخستین قطعنامه‌ای بود که در آن از دو کشور خواسته شده بود به پشت مرزهای خود بازگردند. ایران این قطعنامه را رد کرد و به اشغال خاک عراق اقدام کرد.

### قطعنامه ۵۲۲ شورای امنیت سازمان ملل در مهر ۱۳۶۱
قطعنامه ۵۲۲ پس از یادآوری قطعنامه ۴۷۹ و قطعنامه ۵۱۴ خواستار آتش‌بس فوری بین ایران و عراق شد و خواستار عقب‌نشینی هر دو طرف به مرزهای شناخته شده بین‌المللی خود شد.
شورا به رسمیت شناخت که عراق با اجرای قطعنامه ۵۱۴ موافقت کرده‌است و از ایران نیز خواست که همین کار را انجام دهد و حق دفاع مشروع ایران را تضعیف کرد.

### پیشنهاد صلح خانم گاندی از هفتمین اجلاس عدم تعهد در دهلی نو اسفند ۱۳۶۱
منوچهر متکی به خبرنگار گفت: «ما از ابتکار خانم گاندی استقبال می‌کنیم، اما افکار ما در میدان جنگ است. متکی که عضو کمیته روابط خارجی مجلس شورای اسلامی ایران است، گفت: ما می‌دانیم که می‌توانیم متجاوزان را بیرون کنیم و فکر می‌کنیم بزرگ‌ترین خدمتی که می‌توانیم به جنبش غیرمتعهدها انجام دهیم بیرون راندن آنهاست.»

### قطعنامه ۵۴۰ شورای امنیت سازمان ملل در آبان ۱۳۶۲
قطعنامه ۵۴۰ اقدامات ناقض کنوانسیون ژنو را محکوم کرد و حق کشتیرانی آزاد در آب‌های بین‌المللی را تأکید کرد. همچنین از خاویر پرز دکوئیار، دبیرکل سازمان ملل خواست تا به تلاش‌های خود برای یافتن راهی برای پایان دادن به خصومت‌ها بین دو کشور ادامه دهد و از ایران، عراق و سایر کشورهای عضو خواست تا از اقداماتی که می‌تواند منطقه را بی‌ثبات کند، خودداری کنند.

### قطعنامه ۵۵۲ شورای امنیت سازمان ملل در ۱۱ خرداد ۱۳۶۳
قطعنامه ۵۵۲ شورای امنیت ایران را به دلیل حمله به کشتی‌های نفتکش محکوم می‌کرد، البته عراق نیز از قبل تعدادی کشتی را مورد حمله قرار داده بود و این منجر به ادعای عدم بیطرفی قطعنامه مزبور توسط ایران شد.
پس از حمله به نفتکشها و تهدید هاشمی رفسنجانی که اگر جلوی صادرات نفت ایران از خلیج فارس گرفته شود، آنگاه هیچ کشوری نخواهد توانست از نفت خلیج فارس استفاده کند و نیز
نامه‌ای که از سوی کشورهای عربی حوزهٔ خلیج فارس مبنی بر حملهٔ ایران به کشتی‌های باری عربستان سعودی و کویت به شورای امنیت نوشته شده بود.

#### طرح ژاپن در حاشیه مجمع عمومی سازمان ملل در مهرماه ۱۳۶۳[۲۵]
ژاپن پیشنهاد کرد : که امنیت کشتیرانی حفظ شود. به مناطق مسکونی حمله نشود. امنیت بنادر حفظ شود.

### قطعنامه ۵۸۲ شورای امنیت سازمان ملل در زمستان ۱۳۶۴
قطعنامه ۵۸۲ در زمستان ۱۳۶۴ و ۱۵ روز پس از تصرف شبه جزیره فاو توسط شورای امنیت صادر شد. تشدید درگیری‌ها از جمله تهاجمات ارضی، بمباران مناطق غیرنظامی، حمله به کشتی‌های بی‌طرف، نقض قوانین بین‌المللی و استفاده از سلاح‌های شیمیایی برخلاف پروتکل ژنو را محکوم کرد.
در این قطعنامه از ایران و عراق خواسته شده بود تا خصومت‌ها را متوقف کنند و آتش‌بس را با عقب‌نشینی کامل نیروهای نظامی به مرزهای شناخته‌شده بین‌المللی خود و همچنین تبادل اسیران جنگی با تسهیل کمیته بین‌المللی صلیب سرخ رعایت کنند. همچنین از هر دو طرف خواست تا فوراً تمام جنبه‌های درگیری را به میانجیگری ارائه دهند و از خاویر پرز دکوئیار، دبیرکل درخواست کرد تا به تلاش‌های خود در روند میانجیگری ادامه دهد.
در بخش بعدی ذیل عنوان تصمیمات به نظر متخصصین در مورد استفاده عراق از سلاح شیمیایی اشاره می‌کند.

### قطعنامه ۵۸۸ شورای امنیت سازمان ملل در مهر ۱۳۶۵
در قطعنامه ۵۸۸ که در مهر ۱۳۶۵ صادر شد و بر اجرای قطعنامه ۵۸۲ تأکید داشت، همچنان از عبارت «وضعیت میان ایران و عراق» استفاده شده بود.

### قطعنامه ۵۹۸ شورای امنیت سازمان ملل در تیرماه ۱۳۶۶
قطعنامه ۵۹۸ شورای امنیت در ۲۹ تیر ۱۳۶۶ صادر شد. قطعنامه بلافاصله از سوی عراق پذیرفته شد و در ۲۷ تیر ۱۳۶۷ از سوی ایران پذیرفته شد و موجب پایان جنگ گردید.

### قطعنامه ۶۱۹ شورای امنیت سازمان ملل در ۱۸ مرداد ۱۳۶۷
قطعنامه ۶۱۹ شورای امنیت پس از یادآوری قطعنامه ۵۹۸ و تأیید گزارش دبیرکل خاویر پرز دو کوئیار در مورد اجرای بند ۲ قطعنامه ۵۹۸ شورا تصمیم گرفت که گروه ناظر نظامی ایران و عراق سازمان ملل متحد را برای یک دوره اولیه شش‌ماهه برای نظارت بر آتش‌بس بین ایران و عراق در پایان درگیری ایجاد کند.

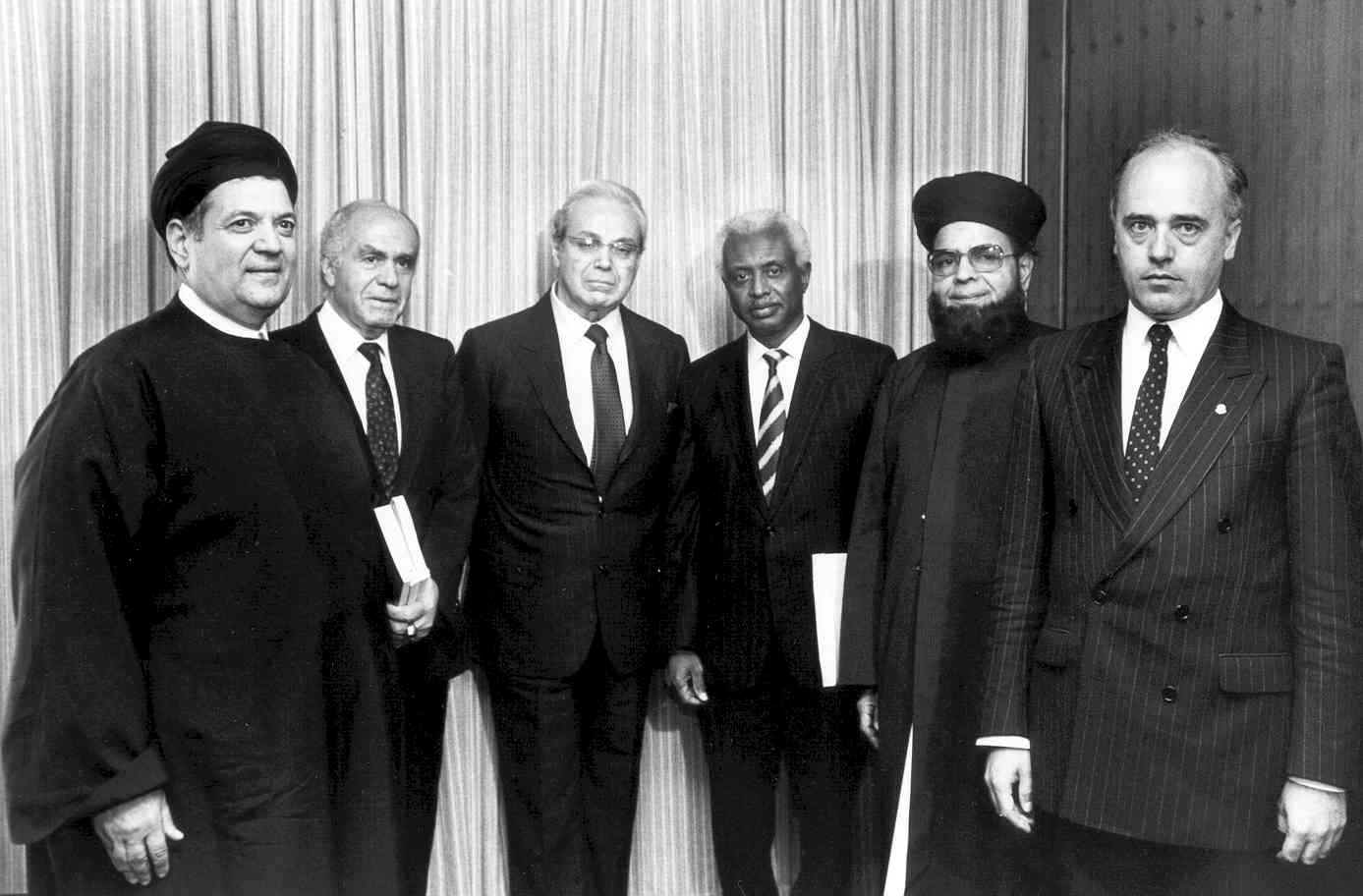
خاویر پرز دکوئیار به‌همراه گروه صلح جنگ ایران و عراق در ۲۶ خرداد ۱۳۶۷ ۱۶ ژوئن ۱۹۸۸ پس از قبول قطعنامه.

### تلاش سازمان کنفرانس اسلامی اوائل مهرماه ۱۳۵۹
هشتم مهر ماه سال ۱۳۵۹ اولین هیئت از سوی سازمان کنفرانس اسلامی به تهران آمد. حبیب شطی دبیرکل سازمان، یاسر عرفات و ضیاءالحق رئیس‌جمهور پاکستان در این هیئت حضور داشتند. درخواست آنان برقراری آتش‌بس فوری بود. درخواست آنان مورد پذیرش قرار نگرفت. خمینی در پیامی در ۱۲ مهر ۱۳۵۹ گفت: «صدام پس از آن همه شرارت و خونریزی و حمله به شهرهای بی‌گناه و مسلمین بی‌پناه، اکنون تقاضای آتش‌بس کرده‌است. البته هر جنایتکار و غارتگری پس از جنایت مایل است، حریف ساکت باشد تا او با کمک‌گیری از اشرار و دیگر هم‌جنسان خود و تجدید قوا، به شرارت و خونریزی خود ادامه دهد.»

### تلاش سازمان کنفرانس اسلامی اواخر مهرماه ۱۳۵۹
بیست و نهم مهر ۱۳۵۹، دومین سفر هیئت کنفرانس اسلامی (متشکل از حبیب شطی، محمد ضیاء الحق، یاسر عرفات و …) به تهران، برای برقراری آتش‌بس صورت گرفت که باز بی‌نتیجه بود.

### تلاش سازمان کنفرانس اسلامی بهمن ماه ۱۳۵۹
در اجلاس بهمن ماه ۱۳۵۹، سازمان کنفرانس اسلامی طی قطعنامه‌ای از دو طرف درگیر خواست که با آتش‌بس فوری و خودداری از به‌کارگیری زور به مذاکره بپردازند. همچنین، در این جلسه اعضای «کمیته حسن نیت برای میانجی‌گری» به منظور پایان دادن به جنگ انتخاب شدند و موافقت گردید که در صورت نیاز، نیروهایی برای نظارت بر آتش‌بس تشکیل دهند. اما ایران با تأکید دوباره بر اولویت عقب‌نشینی کامل نیروهای عراقی، حاضر به پذیرفتن آتش‌بس و مذاکره نشد.

### هیئت حسن‌نیت جنبش عدم تعهد اواسط مهر ۱۳۵۹

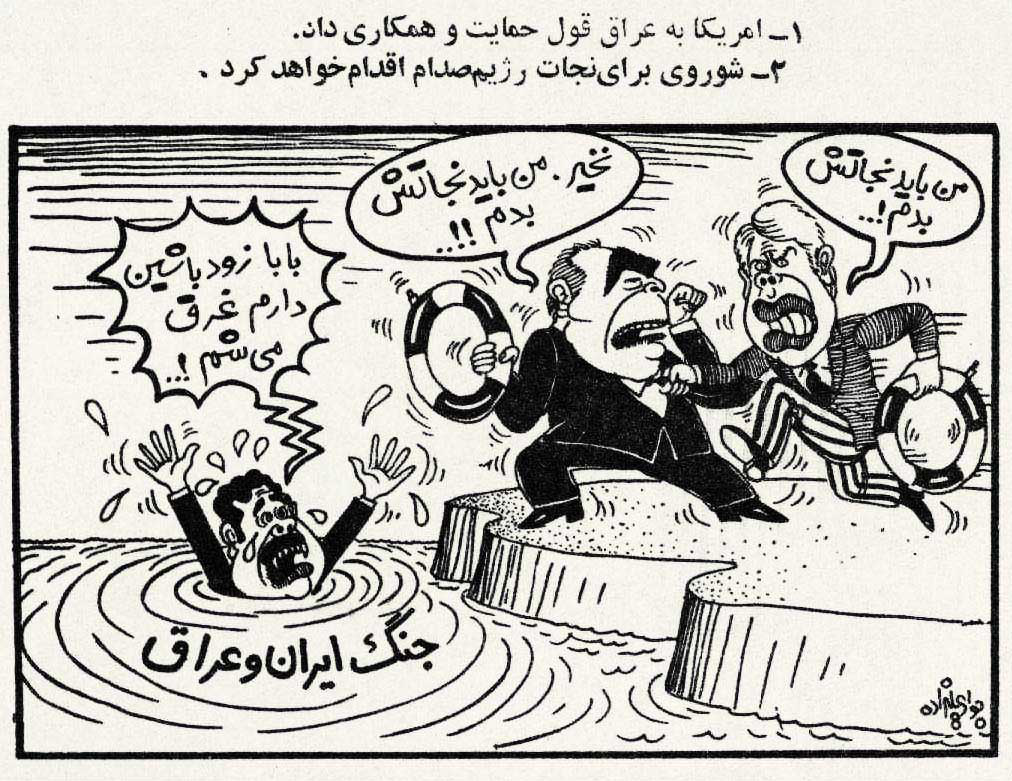
کاریکاتور جواد علیزاده در کیهان مهر۱۳۵۹ که برداشت ایرانیها را از تلاشهای صلح نشان می‌دهد

ایران معتقد بود که صدام و رژیم بعث عراق ابتدا باید سرزمین‌های اشغالی را ترک کند. سازمان‌های جهانی و منطقه‌ای عراق را به عنوان متجاوزگر معرفی کنند و خسارات‌های وارد شده به ایران را بپردازند و سپس دو کشور در خصوص اختلافات مرزی گفتگو و مذاکره کنند.
آن‌ها (هیئت میانجیگری) می‌گفتند اول آتش‌بس شود و بعداً مذاکره کنید.

### میانجیگری هیئت سازمان کنفرانس اسلامی طائف در اسفند ۱۳۵۹
گردهمایی سوم سران سازمان کنفرانس اسلامی در دیماه ۱۳۵۹ در عربستان برگزار شد. یکی از اهداف سه گاه در پایان کنفرانس میانجیگری برای پایان جنگ ایران و عراق ذکر شد. هیئت حسن نیت شامل روسای کشورهای پاکستان، ترکیه، بنگلادش، گامبیا، سنگال، گینه و یاسر عرفات و حبیب شطی تشکیل شد تا به هر دو کشور مسافرت کنند و با شنیدن سخنان طرفین پیشنهاد خود را ارائه کنند. این هیئت ۹ اسفند وارد تهران شد. بعد از ظهر همان روز با اعضای شورای عالی دفاع ایران وارد گفتگو شد.
شورای عالی دفاع سه پیشنهاد به عنوان شرایط آتش‌بس و برقراری صلح به هیئت منتخب کنفرانس اسلامی ارائه کرد:
الف. تشخیص متجاوز و تنبیه او
ب. قبول آتش‌بس پس از خروج متجاوز از خاک ایران
ج. اعلام پذیرش عملی معاهده ۱۹۷۵ از سوی عراق
هیئت در ۱۰ اسفند ۱۳۵۹ در جماران با خمینی ملاقات کرد. خمینی خطاب به آن‌ها گفت: «... شما اگر بخواهید به اسلام فکر کنید، باید آیات قرآن را منشأ قرار بدهید. همان‌طوری که دستور داده آیه قرآن که چنانچه یک طایفه‌ای از مسلمین – برفرض اینکه‌ها مسلم باشند – یک طایفه‌ای از مسلمین به طایفه‌ای دیگر هجوم بکند، بر همه مسلمین واجب است که با او قتال کنند. شما به همین یک واجب الهی عمل بکنید. ما بیشتر از شما توقعی نداریم…»
هیئت سپس به بغداد و عربستان سفر کرد و در ۱۳ اسفند ۱۳۵۹ به ایران بازگشت و پیشنهادهایی مکتوب برای برقراری صلح ارائه داد. این پیشنهادها در جلسه ۱۵ اسفند ۱۳۵۹ در شورای عالی دفاع و در حضور همه اعضا مطرح شد.
به دلیل آنکه هیچ اصل و اساس مشخصی برای حل و فصل اختلافات در آن‌ها معین نبود و به اعتبار معاهده ۱۹۷۵ نیز اشاره‌ای نداشت و مسئله رسیدگی به تجاوز عراق و تنبیه متجاوز هم مورد توجه قرار نگرفته بود و تضمینی نیز برای خروج بی‌قید و شرط نیروهای متجاوز از خاک ایران در کوتاه‌ترین زمان ممکن پیش‌بینی نشده بود، مورد موافقت قرار نگرفت.

### حضور گروه میانجیگری کنفرانس اسلامی در ۹ فروردین ۱۳۶۰
آقاشاهی حبیب شطی و سکوتوره و ضیاءالحق و … در روز یکشنبه برای سومین بار به تهران وارد شدند. هاشمی در مصاحبه خود گفت ما سه چیز خواستیم که در پیشنهاد آنها نیست. اول بررسی تجاوز دوم محاکمه متجاوز در دادگاه بین‌المللی اسلامی و سوم خروج نیروهای عراقی قبل از آتش‌بس یعنی اینجور نباشد که اول آتش‌بس کنیم بعد متجاوز خارج شود.
هاشمی رفسنجانی رئیس مجلس در مصاحبه ای در ۱۰ فروردین ۱۳۶۰ پس از دیدار با هیئت کنفرانس اسلامی گفت: ما سه چیز می‌خواستیم که در پیشنهاد هیئت نیست: اول بررسی تجاوز و محاکمه متجاوز در دادگاه بین‌المللی اسلامی دیگری خروج نیروهای عراقی قبل از آتش‌بس یعنی نه اینکه اول آتش‌بس یا مذاکره بعد خروج. تا سرباز خارجی در خاکمان هست مذاکره ای نخواهیم داشت. سوم اینکه مدار بحث باید قرارداد الجزایر باشد

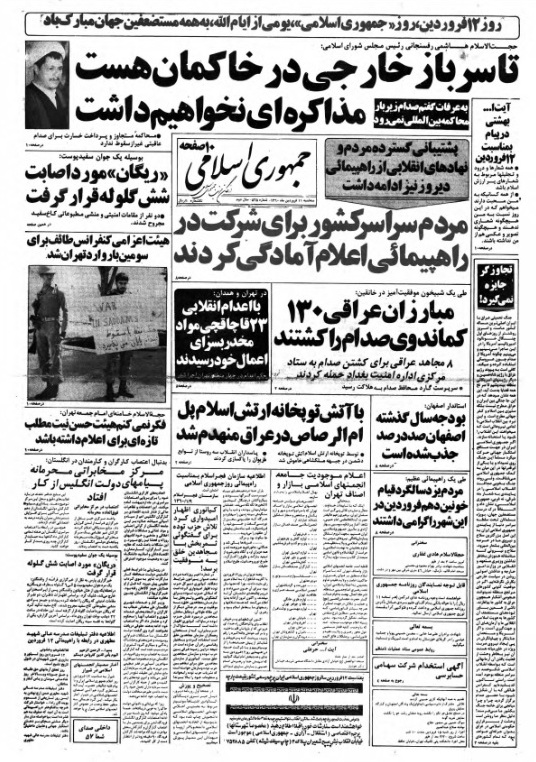
روزنامه جمهوری اسلامی ایران یازدهم فروردین ۱۳۶۰

### طرح صلح جنبش عدم تعهد در اردیبهشت و خرداد ۱۳۶۰
پس از اجلاس وزرای خارجه جنبش عدم تعهد در بهمن ۱۳۵۹ در دهلی. در روز یکشنبه ۲۰ اردیبهشت ۱۳۶۰ هیئت صلح سازمان شامل وزیر خارجه کوبا، وزیر خارجه هند، وزیر خارجه زامبیا، رئیس دایره سیاسی سازمان آزادی‌بخش فلسطین و نماینده این تشکیلات در سازمان ملل وارد تهران شدند.
این هیئت با مقامات کشور از جمله رئیس‌جمهور دیدار کرد و پیشنهاد داد همراه با خروج نیروهای عراقی، یک منطقه غیرنظامی در خاک ایران ایجاد شود. رئیس‌جمهور و برخی از سران ارتش تمایل داشتند با تعدیلی این طرح را بپذیرند.
به‌گفتهٔ بنی صدر:
آقای خمینی گفت پیشنهاد خوبی است کار را براساس این تمام کنید اما اسمش را صلح نگذارید خودتان بلدید چطور جور کنید و به چه عبارتی بگویید که تصور نکنند صلح کرده‌اید! گفتم چرا؟ گفتند صلح مخالف زیاد دارد. وزاری خارجه قرار بود در ۲۵ خرداد به ایران بیایند ولی اجرای مراحل عزل (رئیس‌جمهور) شروع شد و آنها نیز نیامدند.

### پیشنهاد صدام برای آتش‌بس در ماه رمضان تیرماه ۱۳۶۰
در اوائل تیرماه ۱۳۶۰ صدام پیشنهاد کرد به‌مناسبت ماه رمضان آتش‌بس شود. ایران آن را نپذیرفت و خمینی در پاسخ گفت: «... چون صدام شکست خود را نزدیک می‌بیند دست به حیله‌ای عامیانه زده و بعضی از طرفداران او نیز همان را تعقیب نموده‌اند؛ می‌گوید ماه مبارک رمضان ماه عبادت است و جنگ در آن حرام است و لازم است آتش‌بس اعلام شود. او و دوستان آمریکایی‌اش نمی‌دانند که ماه مبارک رمضان «شهر حرام» نیست. ولی صدام، خود در یکی از ماه‌های حرام علیه ما به جنگ برخاست و کسی از طرفدارانش به او اعتراض نکرد. امروز ما در حال دفاع هستیم و دفاع از کشور یکی از عبادات بزرگ است… نیروهای مسلح ما باید بدانند که پیغمبر اکرم در ماه مبارک رمضان علیه کفار جنگید…»

### پیشنهاد کشورهای عرب در اسفند ۱۳۶۰
هاشمی رفسنجانی در خاطرات روز ۱۵ اسفند ۱۳۶۰ می‌نویسد: وابسته نظامی ایتالیا گفته: کشورهای نفت‌خیز منطقه مایلند شصت میلیارد دلار خسارات جنگ را از طرف صدام به ایران بدهند و ایران از شرط سوم که کیفر صدام است منصرف شود.

### میانجیگری هیئت سازمان کنفرانس اسلامی در اسفند ۱۳۶۰
رفسنجانی در خاطرات ۱۷ اسفند ۶۰ می‌نویسد:
رئیس‌جمهور گینه احمد سکوتوره -عبدالستار ریس جمهور بنگلادش، اولوسو نخست‌وزیر ترکیه، حبیب شطی دبیرکل سازمان، ضیاءالحق رئیس‌جمهور پاکستان و وزرای خارجه آنها بودند و مذاکره کردیم. .. می‌گفتند آتش‌بس را بپذیرید و با مذاکره در مورد اروند رود موافقت کنید مرزهای زمینی مطابق قرارداد الجزایر باشد .. صدام می‌گوید پس از آتش‌بس مذاکره کنیم و سپس خروج نیروهای عراقی … ما روی شرطهای قبلی پا فشاری کردیم: خروج بی قید و شرط، پرداخت خسارت، کیفر متجاوز، برگشت آوارگان عراقی

### میانجیگری هیئت سازمان کنفرانس اسلامی در فروردین ۱۳۶۱
رفسنجانی در خاطرات ۳۰و۳۱ فروردین ۱۳۶۱ می‌نویسد:
رئیس‌جمهور گینه احمد سکوتوره، حبیب شطی دبیرکل سازمان، آمدند و مذاکره کردیم. .. خروج نیروهای عراق را پیشنهاد کردند ولی چیزهای دیگری هم گفتند که در حکم شرط است مثل مذاکره درمورد اروند .. حایل شدن نیروهای بیطرف در دوطرف و تعیین هییت تعیین متجاوز که از نظر ما متجاوز معلوم است … .. قرار شد آقای ولایتی جواب بدهد

### طرح صلح عربی در خرداد ۱۳۶۱
عربستان سعودی پس از آزادی خرمشهر در اول خرداد ۱۳۶۱ پیشنهاد کرد در ازای صلح غرامت جنگ توسط کشورهای عربی به ایران پرداخته شود و عراق نیز خاک ایران را ترک کند.
به گفته اسپنسر تکر در کتاب دایرةالمعارف جنگ‌های خاورمیانه مقامات ایران این پیشنهاد را رد کرده و خواهان بازگشت یکصد هزار شیعه عراقی که توسط صدام اخراج شده بودند به کشور عراق شده بودند. به گفته تکر شرط دوم ایران پرداخت ۱۵۰ میلیارد دلار غرامت به جای ۷۰ میلیارد دلار پیشنهادی عربستان و شرط سوم برکناری صدام از قدرت بوده‌است.
یک ژورنال تخصصی که در سال ۱۹۸۴ (۱۳۶۳) منتشر شده‌است، مبلغ پیشنهادی عربستان را ۲۵ میلیارد دلار ذکر کرده‌است.
در یک کتاب منتشر شده توسط مرکز تحقیقات استراتژیک امارات عربی متحده، بدون اشاره به مقدار غرامت پیشنهادی، این مبلغ «قابل ملاحظه» توصیف شده‌است.
علی‌اکبر ولایتی اصل وجود چنین پیشنهادی در آن زمان را مورد تأیید می‌کند.
رفسنجانی در مرداد ۱۳۸۹ در پانویسی گفت: در گفتگوها هیچ ضمانتی برای جلوگیری از تکرار شرارت‌های صدام نمی‌دادند… میانجی‌ها که اکثراً کشورهای عرب منطقه بودند… اقدام به انتشار شایعات بی‌اساس می‌کردند که یکی از خبیث‌ترین شایعات آنان پیشنهاد غرامت‌ها پس از فتح خرمشهر بود. شایعه‌ای که با همه بی‌اساس بودنش، در افواه افتاد
برخی مفسران استدلال کرده‌اند: اگر هم برای ایران مقدور نبود که در این مقطع غرامت جنگ را از دولتهای عربی دریافت کند، نفس برقراری آتش‌بس و پذیرش صلح در سال دوم جنگ مانع گسترش و افزایش خسارت و تلفات می‌شد و این به مصلحت ایران بود.

### میانجیگری هیئت سازمان کنفرانس اسلامی در خرداد ۱۳۶۱
رفسنجانی در خاطرات ۱۶ خرداد ۱۳۶۱ می‌نویسد:
وزیر خارجه گینه از طرف هیئت میانجی کنفرانس اسلامی نامه ای از رئیس‌جمهور گینه احمد سکوتوره آورد. .. از رئیس‌جمهور خواسته‌است به مکه بروند و معلوم شد از صدام هم چنین دعوتی کرده‌اند. ما منتظر پیشنهاد مثبتی بودیم و این پیشنهاد برخلاف انتظار بود. جواب منفی دادیم و قرار شد آقای خامنه ای جواب بنویسند.

### پیشنهاد رئیس سازمان کنفرانس اسلامی در خرداد ۱۳۶۱
رفسنجانی در خاطرات ۲۱ خرداد ۱۳۶۱ می‌نویسد:
با رئیس‌جمهور در مورد مفاد نامه‌های جدید احمد سکوتوره رئیس سازمان کنفرانس اسلامی صحبت کردم … دعوت کرده‌اند که در کشور دیگری ملاقات انجام شود.
نیویورک تایمز در اول تیرماه۱۳۶۱ یا ۱۹۸۲/۶/۲۲نوشت: 
«پس از عقب راندن نیروهای عراقی از خرمشهر، صدام حسین خواستار آتش‌بس فوری میان دو کشور شد. آیت‌الله خمینی این آتش‌بس را رد کرد و چهار شرط برای آتش‌بس قرار داد:۱-آزادسازی قصر شیرین و عقب‌نشینی عراقیها تا مرزهای بین‌المللی ۲-پرداخت غرامت۱۵۰ میلیارد دلاری ۳-بازگشت شیعیان رانده‌شده از عراق ۴-برکناری و محاکمه صدام حسین.»

### پیشنهاد سازمان کنفرانس اسلامی در آبان ۱۳۶۱

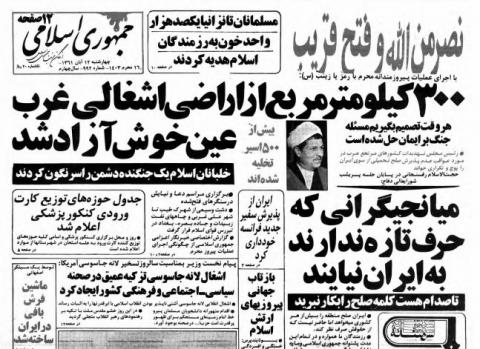
سرمقاله جمهوری اسلامی ایران در ۱۲ آبان ۱۳۶۱: تا صدام هست کسی کلمه صلح را بکار نبرد

رفسنجانی در خاطرات ۱ آبان ۱۳۶۱ می‌نویسد:
احمد آقا آمد .. راجع به شرایط صلح با عراق مذاکره کردیم … با رئیس‌جمهور تماس گرفتم معلوم شد احمد سکوتوره خودش نیامده ودر عوض وزرای چند کشور واسطه آمده‌اند… در مجلس گروهی می‌گویند تا سقوط صدام و ایجاد حکومت اسلامی در عراق جنگ را ادامه بدهیم آقای خامنه ای نتیجه مذاکرات با هیئت کنفرانس اسلامی را گفتند … معلوم شد پیشنهاد جدیدی نداشته‌اند و ما هم جواب رد دادیم. ایشان در مصاحبه ای میانجیها را تحت تأثیر آمریکا معرفی کردند که لابد به آنها برمی‌خورد

### پیشنهاد سازمان کنفرانس اسلامی در ۱۳۶۴
در سال ۱۹۸۳، کنفرانس اسلامی خلق تلاش کرد تا درگیری را آشتی دهد تا جنگ را متوقف کند و عراق موافقت کرد، اما ایران نپذیرفت.

### پیشنهاد سازمان کنفرانس اسلامی در آذر ۱۳۶۳
در ۲۹ دسامبر ۱۹۸۴، پانزدهمین نشست کنفرانس اسلامی که در صنعا برگزار شد، خواستار توقف جنگ شد - عراق موافقت کرد و ایران نپذیرفت.

### پیشنهاد سازمان کنفرانس اسلامی در ۱۳۶۶
در سال ۱۹۸۵ کنفرانس بین‌المللی اسلامی (داکار - سنگال) یک طرح آتش‌بس را ارایه کرد که عراق با آن موافقت کرد ولی ایران آن را نپذیرفت.

### پیشنهاد خانم گاندی در مارس ۱۹۸۳ یا اسفند ۱۳۶۵
در ۱۲ مارس ۱۹۸۳، خانم ایندیرا گاندی، نخست‌وزیر هند و رئیس کنفرانس کشورهای غیرمتعهد، ابتکار جدیدی را برای پایان دادن به جنگ ارائه داد که مورد تأیید عراق و رد ایران قرار گرفت.

### بیانیه پایانی اجلاس گروه هفت در لندن ۱۹ خرداد ۱۳۶۳
- ما درگیری عراق و ایران را در تمام جنبه‌های مختلف آن مورد بحث قرار دادیم.
- نگرانی عمیق خود را نسبت به تلفات فزاینده درد و رنج انسانی، آسیب فیزیکی و تلخی که این درگیری به بار آورده‌است، و نقض قوانین بین‌المللی بشردوستانه که رخ داده‌است ابراز کردیم.
- امیدواریم هر دو طرف حملات خود علیه یکدیگر و کشتیرانی کشورهای دیگر را متوقف کنند. اصل آزادی دریانوردی باید رعایت شود. ما نگران این هستیم که درگیری بیش از این گسترش پیدا کند و برای تشویق ثبات در منطقه هر کاری که بتوانیم انجام خواهیم داد.
- طرفین را تشویق می‌کنیم که به دنبال یک راه حل مسالمت آمیز و شرافتمندانه باشند. ما از هر گونه تلاشی که برای تحقق این امر طراحی شده باشد، به ویژه تلاش‌های دبیرکل سازمان ملل متحد، حمایت خواهیم کرد.
- ما پیامدهای عرضه جهانی نفت را همان‌طور که در بیانیه اقتصادی اجلاس آمده‌است در نظر داریم. بازار جهانی نفت نسبتاً با ثبات است و معتقدیم که نظام بین‌الملل اراده و ظرفیت لازم برای مقابله با مشکلات قابل پیش‌بینی را از طریق تداوم رویکرد محتاطانه و واقع‌بینانه کنونی دارا می‌باشد.[۴۱]

### بیانیه پایانی اجلاس گروه هفت در ونیز ۱۹ خرداد ۱۳۶۶
- ما موافقیم که برای کمک به پایان دادن به جنگ عراق و ایران به تلاش‌های بین‌المللی جدید و هماهنگ نیاز فوری است.
- ما طرفدار پایان سریع‌ترین مذاکرات ممکن برای جنگ با حفظ تمامیت سرزمینی و استقلال عراق و ایران هستیم.
- هر دو کشور از این جنگ طولانی و غم‌انگیز به شدت آسیب دیده‌اند. کشورهای همسایه در معرض خطر گسترش احتمالی درگیری هستند.
- ما بار دیگر از هر دو طرف می‌خواهیم دربارهٔ پایان فوری جنگ مذاکره کنند.
- ما قویاً از تلاش‌های میانجی‌گری دبیرکل سازمان ملل متحد حمایت می‌کنیم و خواهان اتخاذ تدابیر عادلانه و مؤثر شورای امنیت سازمان ملل هستیم.
- با در نظر گرفتن این اهداف، ما دوباره تأکید می‌کنیم که اصل آزادی دریانوردی در خلیج فارس برای ما و دیگران از اهمیت بالایی برخوردار است و باید رعایت شود.
- جریان آزاد نفت و سایر ترافیک از طریق تنگه هرمز باید بدون مانع ادامه یابد.[۴۲]

### بیانیه‌های شورای همکاری خلیج فارس
شورای همکاری خلیج فارس ک در می ۱۹۸۱ تشکیل شده بود رسماً در ۱۷ مارس ۱۹۸۱ (۲۶ اسفند ۱۳۵۹) متشکل از کشورهای عربستان سعودی، کویت، امارات متحده عربی، قطر، بحرین و عمان در ریاض اعلام موجودیت کرد. جنگ موجب شد نظر این شورا از اجلاس نوامبر ۱۹۸۱ که به لزوم دوری قدرت‌های بزرگ از خلیج فارس تأکید می‌شد، تا ۱۹۸۸ که رسماً دخالت مستقیم را درخواست کرد تغییر کند.

#### دومین اجلاس اضطراری وزیران خارجه در ۱۳۶۱/۱/۳۱(۲۰ آوریل ۱۹۸۲) در ریاض
از کلیهٔ اقدامات، جهت خاتمهٔ جنگ برای توقف خونریزی حمایت کرد.

#### اجلاس ۹ خرداد ۱۳۶۱ در عربستان
در این اجلاس از جمهوری اسلامی ایران، به ویژه، خواسته شد که به صلح‌طلبی عراق پاسخ مثبت داده و به خونریزی پایان دهد. برای اولین بار شورا در این اجلاس، ایران را به عنوان «طرف سرسخت جنگ که کلیهٔ تلاش‌های صلح را رد می‌کند و راه‌های صلح‌آمیز را می‌بندد»، معرفی کرد.

#### اجلاس چهارم شورای همکاری در نوامبر ۱۹۸۲ در قطر (۱۶ تا ۱۸ آبان ۱۳۶۱)
قطعنامهٔ ۵۴۰، ۳۱ اکتبر ۱۹۸۳ (۹ آبان ۱۳۶۲) شورای امنیت در خصوص لزوم خاتمه جنگ تحمیلی، مورد حمایت قرار گرفت و ضمن اظهار رضایت از عراق به دلیل پذیرش این قطعنامه، از ایران نیز خواسته شد که با پذیرش آن امنیت خلیج فارس را حفظ نماید. همچنین شورا آمادگی خود را برای میانجی‌گری در جنگ اعلام نمود.

#### در اجلاس مسقط در حالی که نیروهای ایرانی در فاو مستقر بودند
شیخ زاید رئیس امارات اعلام کرد: «رهبران شورا از هیچ کوششی برای پایان دادن به جنگ ایران و عراق و آثار مخرب آن مضایقه نخواهند کرد. برای نخستین بار کشورهای عضو شورا هشدار دادند که نیروهای مشترک نظامی‌شان، برای هرگونه اقدام نظامی جهت دفاع از کشورهای شورا آماده است و در صورت حملهٔ ایران به کویت از این کشور دفاع خواهد کرد و تجاوز به کویت به منزله تجاوز به خاک اعضاء شورا خواهد بود…»